# Limacina rangii
Espèce
Synonymes
Limacina rangii est une espèce d'escargot de mer nageur de la famille des limacinidae, ptéropode à coquille, qui appartiennent au groupe communément appelé papillons de mer (thecosomata).
Limacina rangii est une espèce clé de voûte du mésozooplancton des écosystèmes pélagiques de l'Antarctique. 
Jusqu'en 2010, ce taxon était connu uniquement sous le nom de Limacina helicina antarctica ou Limacina helicina f. antarctica. Limacina rangii est cependant désormais qualifié d'espèce distincte de Limacina helicina, sur la base des séquences génétiques de la sous-unité I (COI) du cytochrome c oxydase,. 

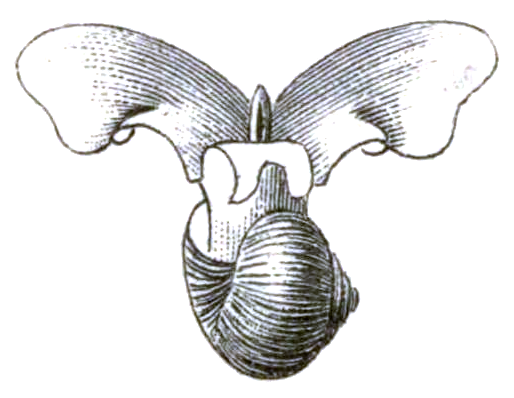
Dessin de Limacina rangii

## Distribution
La répartition de Limacina rangii est circumglobale au sud sur le 50° parallèle. 
Cette espèce est présente dans la mer de Weddell et la mer de Ross dans l'Antarctique  et dans la baie de Cumberland, en Géorgie du Sud et d'autres localités de l'océan Austral.

## Description
Limacina rangii a une coquille sinistre et très fine. L'épaisseur de la coque est d'environ 2 à 9 μm. Il y a des nervures à la surface de la coquille. Il existe des différences dans la structure de la coquille entre Limacina rangii et Limacina helicina.
La largeur de la coque est de 0,5 à 6 mm. 
|  |  |

## Écologie
Limacina rangii est une espèce holoplanctonique. Il est très abondant dans l'océan Austral, avec jusqu'à 2 681 individus par m3.  Cette espèce est abondante dans la mer de Ross, en Antarctique. Il est parfois même plus abondant que le krill,.
Limacina rangii se nourrit principalement de phytoplancton et dans une moindre mesure de zooplancton. Il attrape ses proies à l'aide de toiles de mucus . 
Cet escargot est un consommateur primaire et dépend directement du phytoplancton.  Lorsque la densité de phytoplancton diminue, la population de Limacina rangii est également réduite et peut même disparaître, comme cela s'est produit dans le détroit de McMurdo au cours de l'été 2000-2001. Il est considéré comme une Bioindicateur de la santé de l’écosystème.  Dans différentes conditions, dans le détroit de McMurdo, il peut y avoir plus de 300 individus par m3, ce qui représente plus de 20 % de la biomasse du zooplancton. 
Les boulettes fécales de Limacina rangii et leur quantité ont été décrites pour la première fois par Manno et al. (2010).  Ces granules sont ovales, bruns verdâtres et avec une membrane péritrophique. La taille d'une seule pastille varie de 103 μm (286 600 μm3) à 120 μm (440 610 μm3). Un seul Limacina rangii produit environ 6 à 11 granules par jour.  La population de Limacina rangii dans la zone étudiée de la mer de Ross a produit entre environ 71 000 granules par mètre carré et par an et environ 362 000 granules par mètre carré par an.  Les boulettes fécales de Limacina rangii ont contribué à environ 19 % du flux de carbone organique.  Celles-ci ainsi que les cadavres de l'espèce peuvent couvrir jusqu'à 72 % (estimation) du flux de carbone organique vers les eaux profondes. 
Limacina rangii participe donc probablement au cycle du carbone, aux ressources en phytoplancton et au sulfure de diméthyle (émission par le phytoplancton) et avoir un impact sur le climat terrestre. 
De nombreux prédateurs dépendent de Limacina rangii comme source de nourriture :
- Le gastéropode Clione antarctica se nourrit exclusivement de Limacina rangii[14],[11]. Il existe une relation coévolutive entre ce prédateur spécialisé et sa proie ; leurs cycles de vie sont parallèles[11].
- Les méduses Solmundella bitentaculata et Diplulmaris antarctica[15].

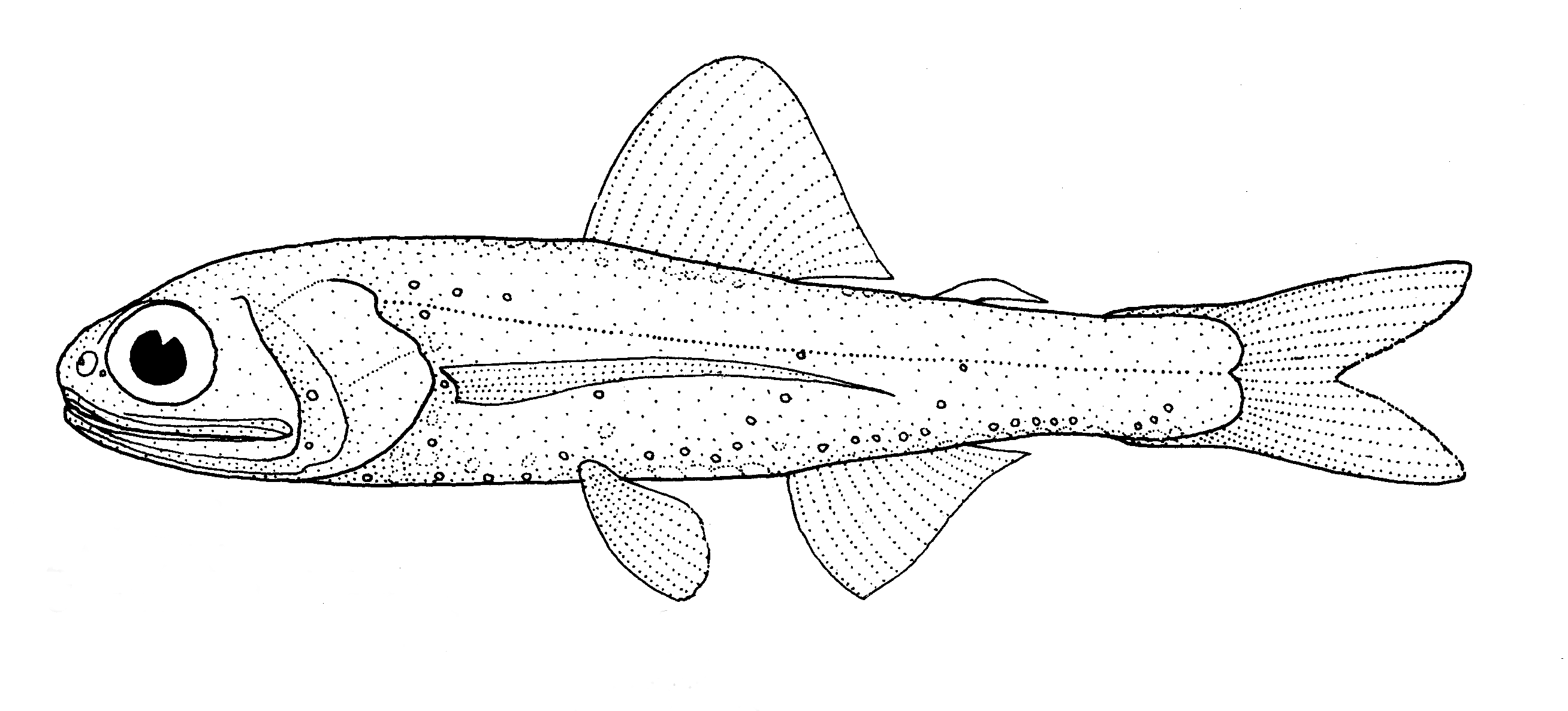
Le poisson myctophidé Ceratoscopelus warmingii est l'une des nombreuses espèces de poissons qui se nourrissent de Limacina rangii

- Les poissons de la famille des myctophidae dépendent fortement de Limacina rangii[11]. Les Limacina nourrissent un certain nombre de poissons myctophidés de l'océan Austral : Electrona antarctica, Electrona paucirastra, Electrona subaspera, Metelectrona herwigi, Protomyctophum normani, Diaphus taaningi, Diaphus hudsoni, Gymnoscopelus nicholsi, Ceratoscopelus warmingii et Symbolophorus boops[16].
- Les poissons notothénioïdes (famille des Nototheniidae) dépendent également fortement de Limacina rangii comme nourriture[11]. Par exemple, les poissons : Trematomus newnesi[17],  Trematomus bernacchii, Trematomus hansoni, Trematomus centronotus et Pagothenia borchgrevinki[18].
- Les baleines dépendent fortement de cette espèce[11].

Comme tout Limacina helicina, L. rangii est particulièrement vulnérable à l'acidification des océans en raison de sa coquille composée d'aragonite et de sa répartition polaire. Il est donc un indicateur clé du processus d'acidification et composant majeur de l'écosystème antarctique.